# C.C.S. Crone

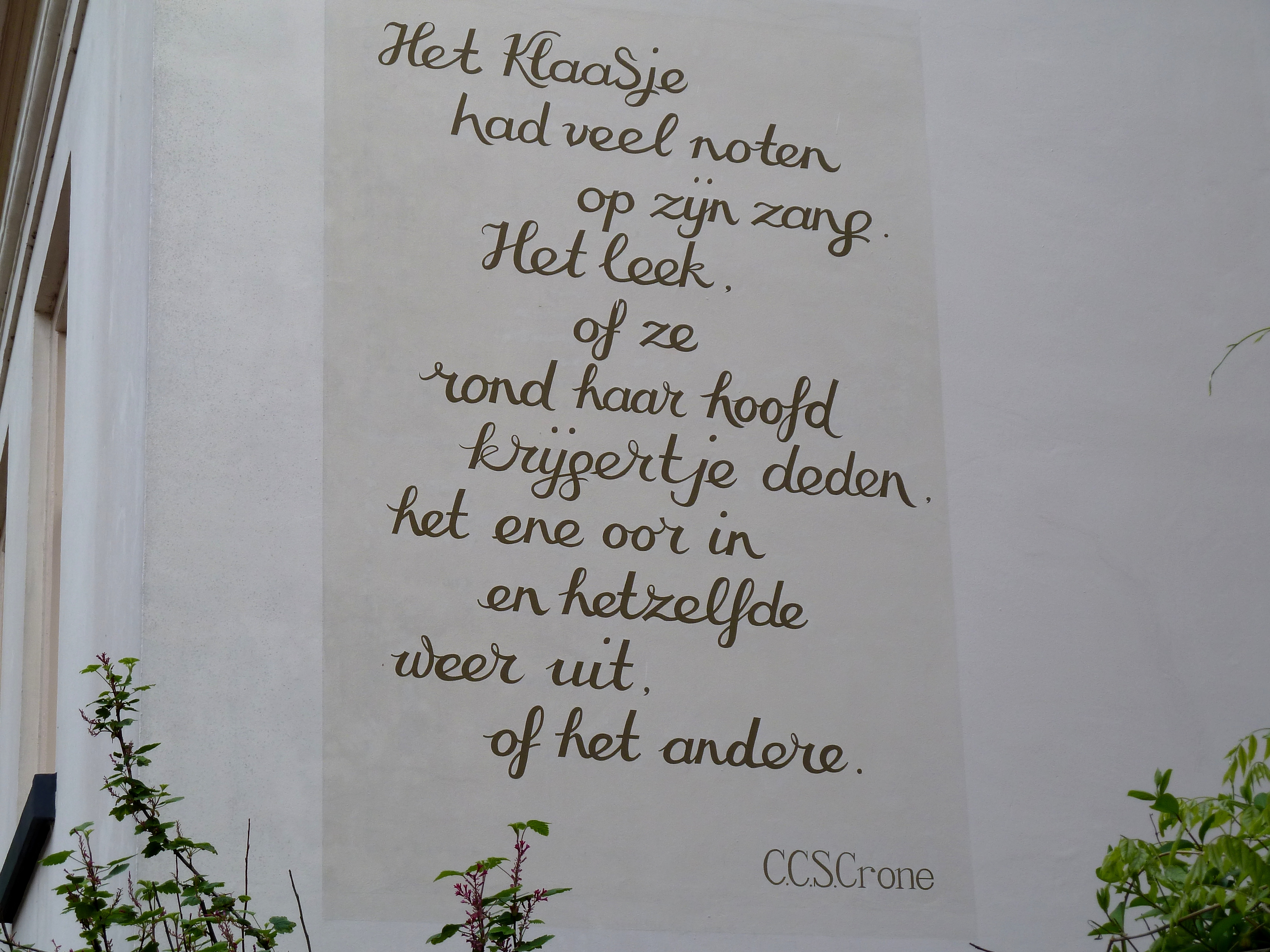
Gedicht over het carillon van de Nicolaikerk, geschreven door Crone. Muurschildering in de Nicolaasdwarsstraat

Cornelius Carolus Stephan Crone (Utrecht, 26 december 1914 – Arnhem, 9 november 1951) was een Nederlandse schrijver van droevige, meestal in Utrecht gesitueerde verhalen.

## Leven
Crone kwam uit een groot katholiek Utrechts gezin. De Utrechtse dichter Jan Engelman (1900-1972) was een oom van hem. 
Hij wilde priester worden en bezocht hiertoe na de lagere school de priesteropleiding annex gymnasium van de abdij in Pey-Echt in Limburg (1929-32). Maar hij bleek geen geroepene en keerde terug naar Utrecht waar hij leerling werd van het Bonifaciuslyceum, dat hij echter, na in de vijfde klas gedoubleerd te zijn, voortijdig verliet.
Zowel in het schoolblad van Pey als in dat van het Bonifaciuslyceum publiceerde Crone korte schetsen, zoals de fragmenten van zijn in 1933 in eigen beheer uitgegeven novelle, het jeugdwerk Stephan en Lizette (in facsimile herdrukt in 1981), dat echter niet representatief is voor Crones latere werk.

## Werk
Eenmaal van het gymnasium af wijdde Crone zich geheel aan de literatuur. Een vaste betrekking had hij niet, af en toe verdiende hij een gering bedrag met een boekbespreking. In 1934 trachtte hij op voorspraak van zijn oom Jan Engelman zijn novelle Gymnasium, met herinneringen aan zijn schooltijd, gepubliceerd te krijgen, maar Engelman vond het werk beneden de maat. P.H. Ritter jr., de befaamde literator en boekbespreker, die erom bekendstond dat hij voor iedereen wel een goed woord over had en die vervolgens door Crone werd geconsulteerd, beval het aan bij een Utrechts dagblad om het als feuilleton te plaatsen, doch zonder resultaat.
Crone schreef hierop een herziene en uitgebreide versie van Gymnasium onder de titel Gymnasium en liefde en slaagde er ten slotte in, er een uitgever voor te vinden: in 1936 verscheen het boekje in de Egelantierreeks van de katholieke uitgeverij Vox Romana in Rotterdam. Niemand minder dan de in zijn tijd bekende dichter en criticus Victor E. van Vriesland besprak het in de NRC, maar tamelijk zuinig; wel deed het werk hem hier en daar aan Nescio denken.
De perskritieken op Gymnasium en liefde gaven Crone enige bekendheid zonder dat er sprake was van een echte doorbraak. Wel kreeg hij hierdoor meer kans recensies te schrijven, zoals voor De Nieuwe Eeuw, wat hij echter pro Deo deed. Ook ontving hij een opdracht van uitgeverij Bosch & Keuning een bloemlezing samen te stellen van humoristische fragmenten uit de Nederlandse letterkunde; het leverde het boekje De vroolijke dichtkunst (1938) op met werk van De Schoolmeester, Nicolaas Beets en Piet Paaltjens, maar ook met meer eigentijdse poëzie zoals van Verwey en Greshoff; het verzekerde hem van een bescheiden inkomen.

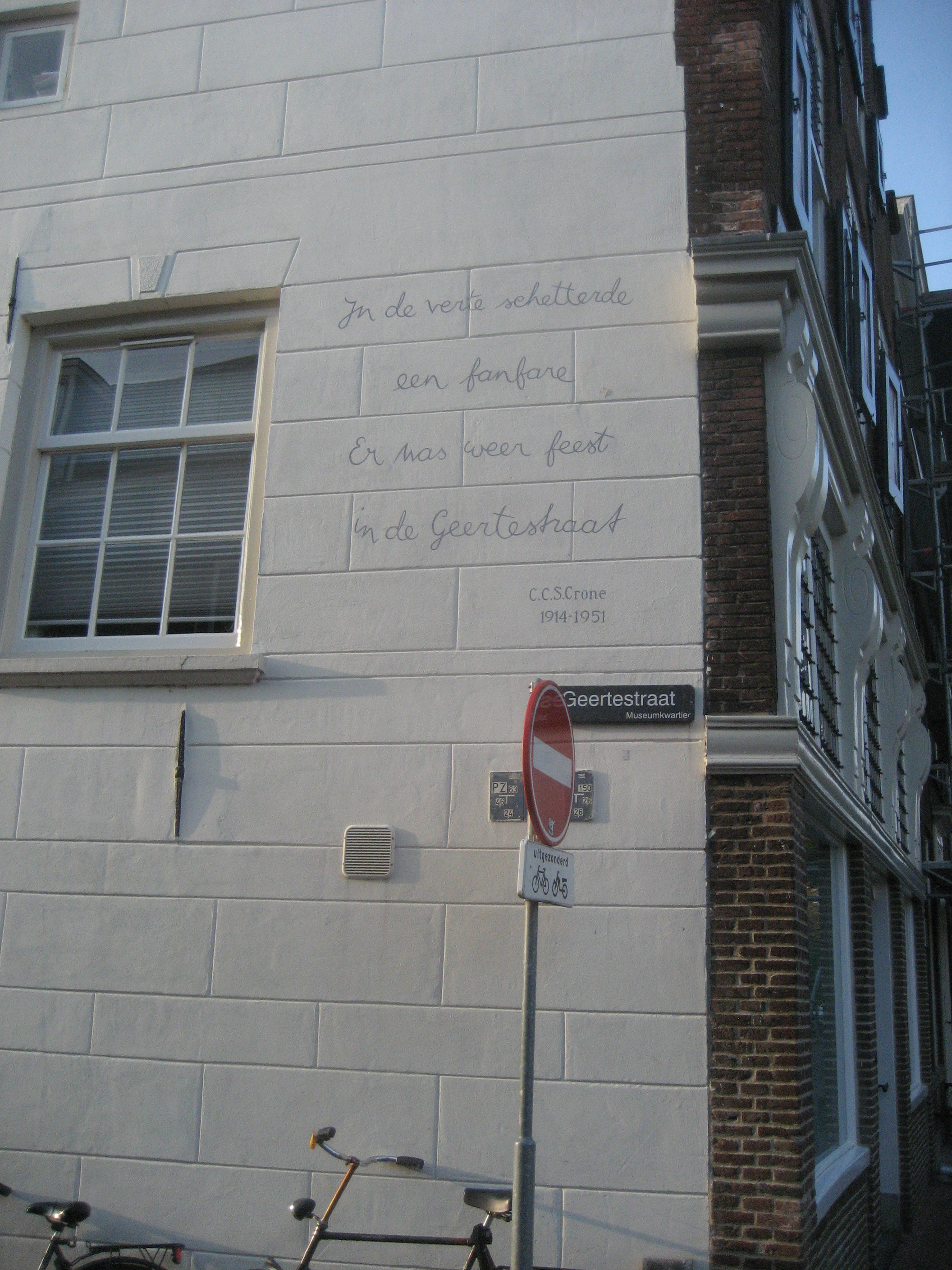
Tekst van Crone in de Geertestraat

Inmiddels was Crone gaan schrijven aan de novelle Het feestelijke leven. In tegenstelling tot wat de titel suggereert is het geen vrolijk verhaal: wie dierbaar is, gaat dood. Crone maakte gebruik van een methode, die hij daarna steeds zou toepassen: hij noteerde invallen, waarnemingen ("ontroeringsfactoren") op strookjes papier, voorzag die van een nummer en plakte ze in een kasboek. Zo was Het feestelijke leven gebaseerd op meer dan duizend van die aantekeningen, die op hun beurt weer werden omgewerkt tot een bruikbaar geheel. Na diverse vergeefse pogingen het onder te brengen verscheen het boekje uiteindelijk in 1939 bij de Wereldbibliotheek.
Een vruchtbaar auteur was Crone niet: geen vuistdikke romans verlieten zijn schrijftafel; hij wikte en woog zijn eigen teksten, om het resultaat soms weer te verwerpen. Ook zijn volgende werk, Muziek over het water, een huwelijksdrama en opnieuw uitgegeven door de Wereldbibliotheek, was in omvang slechts een magere novelle. De losse verkoop hield niet over: amper 125 exemplaren, naast een vaste afzet van 1000 exemplaren voor de abonnees van de Wereldbibliotheek. Crone werd er niet rijk van; hij solliciteerde, aanvankelijk vruchteloos, naar vast werk en vond ten slotte in 1941 een betrekking als letterkundig adviseur bij uitgeverij Bruna in Utrecht.
Crone vestigde zich in 1944 in Amsterdam, nadat hij in 1943 was gehuwd en in dienst was getreden bij uitgeverij Strengholt. Bij dezelfde uitgeverij verscheen in 1947 zijn verzameld proza onder de titel De schuiftrompet, waarin het grootste deel van zijn bescheiden oeuvre is samengebracht. In datzelfde jaar verhuisde hij met zijn zich voorspoedig uitbreidend gezin naar Arnhem, waar hij ging werken voor de Algemene Kunstzijde Unie als redacteur van het personeelsblad en van het vakblad Rayon Revue en als copywriter.
Kees Crone stierf plotseling, eind 1951, aan kinderverlamming, slechts 36 jaar oud. Dr. Ritter schreef onder meer over hem: "De simpelste voorvallen uit het Utrechtse leven legde hij onder de loupe van zijn kunst. Maar al die kleine blijheden en verdrietelijkheden kregen glans en verdieping, wanneer hij ze aanraakte. Er is geen schrijver, die Utrecht zo heeft doen leven, als Crone en er zijn maar weinig schrijvers, die zulk fijnzinnig proza hebben geschreven als hij."
Op 3 september 2021 werd voor het pand Van der Duynstraat 2 in Utrecht-Oost, waar hij in zijn jonge jaren woonde en bijna al zijn werk schreef, een attentiesteen (met QR-code naar meer informatie) in het trottoir onthuld.

## Prijs
Naar deze Utrechtse schrijver is de driejaarlijkse C.C.S. Crone-prijs genoemd, een gemeentelijke literatuurprijs voor het gehele oeuvre van een aan Utrecht verbonden auteur, ingesteld in 2001. Voor beginnende schrijvers in Utrecht bestaat een jaarlijks C.C.S. Crone-stipendium.

## Werk

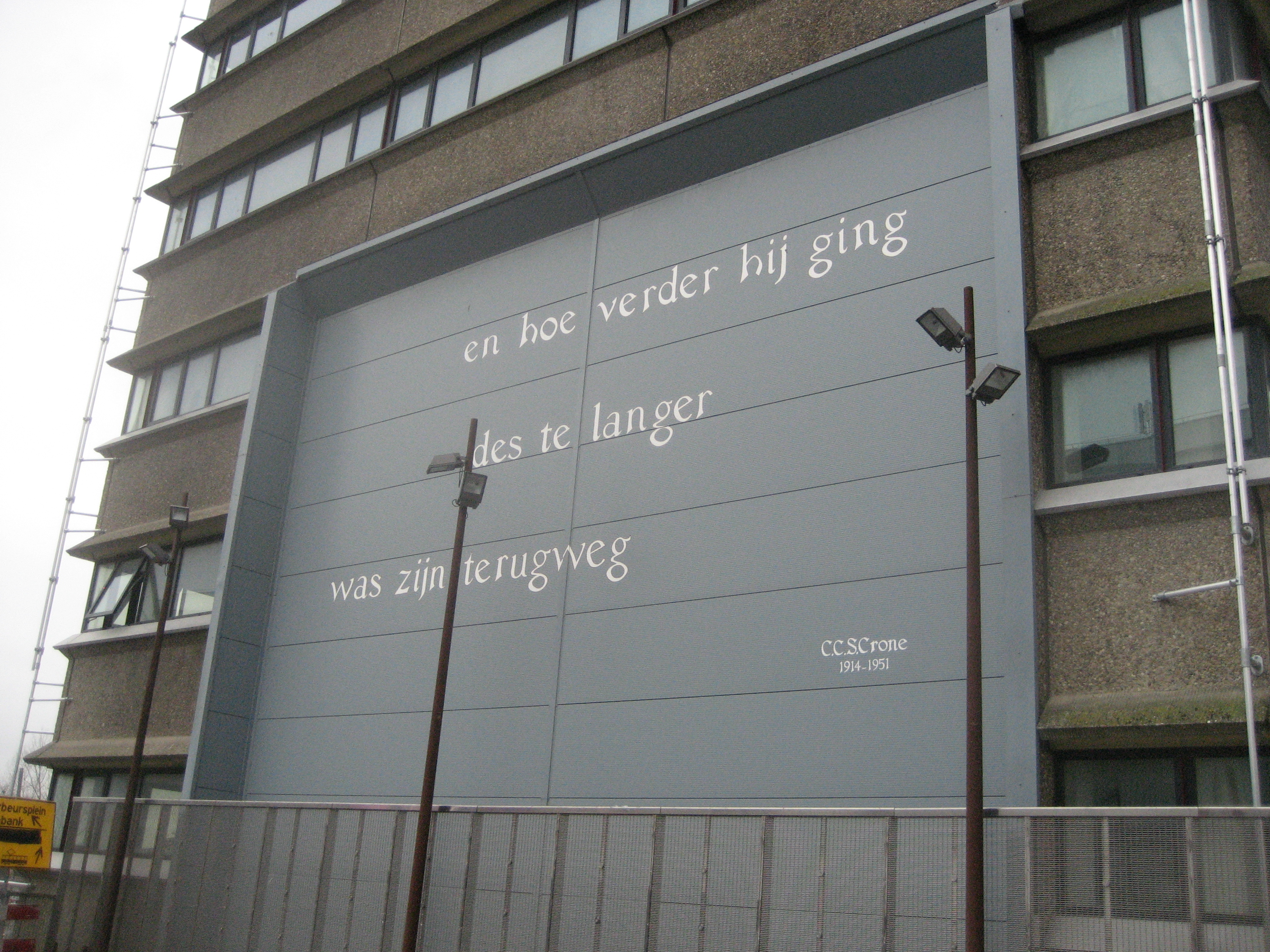
Tekst van Crone bij Utrecht Centraal Station, inmiddels verplaatst en nu rechts van trap van Jaarbeursplein naar CS

- Stephan en Lizette. Utrecht: in eigen beheer, 1933 (2e druk, in facs.: Amsterdam: Querido, 1981).
- Gymnasium en liefde. Rotterdam: Vox Romana, 1936. (Friulische vert.: Gimnasi e amôr. Trad. dal neerlandês di Ǧorǧ Faggin. [Classics des Leteraduris forestis, 26.] Gurize Pordenon Udin: Clape Culturâl Acuilee, 1993)
- Het feestelijke leven. Amsterdam: Wereldbibliotheek, 1939.
- Muziek over het water. Amsterdam: Wereldbibliotheek, 1940.
- Drie in de pan. Verhalen. Maastricht: Engelman, 1943 .
- De schuiftrompet. Verzameld proza. Amsterdam: Strengholt, 1947 (2e dr.: Amsterdam: Querido, 1972; 3e & 4e dr.: Amsterdam: Querido, resp. 1977 & 1980 [Salamander, 433]; 5e dr.: Amsterdam: Querido, 1996; 6e dr.: Baarn: de Prom, 2001; 7e dr.: Utrecht: IJzer, 2012; 8e dr.: Utrecht: IJzer, 2022).
- C.C.S. Crone & P.H. Ritter Jr., Onze fatale geboortestad. Utrecht: De Utrechtsche, 1985. — Briefwisseling.
- Alweer regen - vroege verhalen. Bez. en van een naw. voorz. door Marijke van Dorst. 's-Gravenhage: Statenhofpers, 2021. (Saldencahiers 6)

#### Vertalingen
- Horst Alm [= Karl Höpfner], Herrie om Rosita. (Balkenserie.) Utrecht, A.W. Bruna, [1942]. - Oorspr. titel: Verwirrung um Rosita.
- Horst Alm [= Karl Höpfner], Wie is [J.H.] Oldebroek? Een Amsterdamsche speurdersroman. (Balkenserie, [48].) Utrecht, A.W. Bruna, [1942]. - Oorspr. uitgave: Wer ist Oldenbroek? (Berlin-Schöneberg: Kulturelle Verlagsges., 1940).
- Loh Kwan Tsjoeng, De eed in de perzikgaarde, of, Hoe een sandalenmaker het tot keizer bracht: roman uit  het oude China. Naar de Duitsche versie van Franz Kuhn. Utrecht, Bruna, 1943.
- Olly Boeheim, Philine. (Balkenserie.) Utrecht, A.W. Bruna, [1944]. - Oorspr. titel: Philine.
- Dwight David Eisenhower, Van invasie tot victorie: het volledige rapport over den oorlog in West-Europa. Met een inleiding en onder geaut. red. van K.E. Oudendijk; vert. door C.C.S. Crone en J.F. Kliphuis. Amsterdam, Strengholt, 1947.